# Kék bóbitásantilop
A kék bóbitásantilop (Philantomba monticola) az emlősök (Mammalia) osztályának párosujjú patások (Artiodactyla) rendjébe, ezen belül a tülkösszarvúak (Bovidae) családjába és a bóbitásantilop-formák (Cephalophinae) alcsaládjába tartozó faj.
Korábban a Cephalophus nembe volt besorolva, Cephalophus monticola név alatt.

## Előfordulása, élőhelye
A faj Közép-, Kelet- és Dél-Afrikában honos antilopfaj. Esőerdőkben, galériaerdőkben, sűrű bozótosokban él, a tengerszinttől 3000 m magasságig. A faj megtalálható a nigériai Cross-folyótól keletre, Kamerunban, a Közép-afrikai Köztársaságban, a Kongói Köztársaságban, a Kongói Demokratikus Köztársaságban, Szudán délkeleti részén, Ugandában, Ruandában, Burundiban, Angolában az ország középső részéig, Zambia, Malawi, Zimbabwe valamint Mozambik maradványerdőiben és bozótosaiban. Dél-Afrikában a faj többnyire a parti örökzöld erdőkben és bozótosokban él. Szváziföldről és Mozambik déli részéről nincsenek feljegyzések, mely azt jelenti, hogy a faj elterjedési területében szakadás mutatkozik. Megtalálható még Pemba, Zanzibár és Mafia-szigetén is. A nyirkos síkvidéki erdők, másodlagos erdők, galériaerdők és a környező szavannák lakója.

## Alfajai
- Philantomba monticola aequatorialis (Matschie, 1892)
- Philantomba monticola anchietae (Bocage, 1879)
- Philantomba monticola bicolor (Gray, 1863)
- Philantomba monticola congicus (Lönnberg, 1908)
- Philantomba monticola defriesi (W. Rothschild, 1904)
- Philantomba monticola hecki (Matschie, 1897)
- Philantomba monticola lugens (Thomas, 1898)
- Philantomba monticola melanorheus (Gray, 1846)
- Philantomba monticola monticola (Thunberg, 1789)
- Philantomba monticola musculoides (Heller, 1913)
- Philantomba monticola simpsoni (Thomas, 1910)
- Philantomba monticola sundevalli (Fitzinger, 1869)

## Megjelenése
A kék bóbitásantilop kisméretű antilopfaj, testhossza 50–75 cm, marmagassága 30–40 cm, farkának hossza 7–10 cm, testtömege 3,8–5,4 kg.
Ennek a fajnak a nősténye általában nagyobb méretű, mint a hímje. Szőrzetének színe az elterjedési területtől függően változik, a palaszürkétől a szürkésbarnáig, hátán fényes kék sáv fut végig. Testének alsó része, lábának belső fele, fara valamint a farok alsó része fehéres színű. Fején finom szemöldökív fut, mely egészen a szarvak tövéig ér, szeme alatti bevágásban található a szagmirigye. Rövid szarva erősen bordázott, hossza 2–10 cm lehet. A szarv a nőstényeknél néha hiányzik, vagy a rövid bóbita eltakarja.

## Életmódja
A kék bóbitásantilop más bóbitásantilop-fajokhoz hasonlóan éjjel, illetve alkonyatkor vagy hajnalban aktív. Szoros kötelékben élő párokban él, melyek territóriumukat őrzik. A területek mérete 2,5–4 hektár lehet, melyet az egyedek szagmintákkal jelölnek meg. A szagminták származhatnak a patáik között levő, vagy a pofájukon levő mirigyekből, vagy ürülékükből. Mindkét nemű egyed elűzi a betolakodókat, de saját utódjaikkal szemben türelmesek, amíg azok el nem érik a 18 hónapos kort. Az anya és kicsinye lágy, nyöszörgésszerű hangon kommunikál, a legkisebb zajra mozdulatlanokká válnak. A hímek füttyel vagy tüsszentésszerű hanggal figyelmeztetnek a veszélyre. Fő ellenségei: leopárd, cibetmacskafélék, sas, krokodil, kígyók, varánuszfélék.
Gabon területén 78 egyed/km² egyedsűrűséget mértek.

### Táplálkozása
Különféle leveleket, rügyeket, hajtásokat, perjeféléket, gyümölcsöket, rovarokat és tojásokat fogyaszt. Táplálkozásában más állatfajok, például a majmok is segítik a fákról leejtett gyümölcsökkel.

## Szaporodása
A nőstények 9-12 hónapos korukban, a hímek 12-18 hónapos korukban érik el az ivarérettséget. Ekkor vörösesbarna szőrzetük a kifejlett egyedek szürkéskék színére vált. A nőstény 4 hónapos vemhesség után ad életet egy ritkábban két utódnak. Az újszülött borjú súlya 800 g körüli. Az elválasztás a borjú 5 hónapos kora körül következik be. Élettartama 10-12 év.

## Természetvédelmi helyzete
A kék bóbitásantilop nem veszélyeztetett státuszú, Populációjának létszáma 7 000 000 körülire tehető. Teljes élőhelyén elsősorban a vadászat fenyegeti; Afrika talán legfontosabb, vadászott, vadon élő patás állatfaja. Populációja a vadászatnak azonban jobban ellenáll, mint a nagyobb testű bóbitásantilopok. Más bóbitásantilop-féléktől eltérően nagyon jól alkalmazkodott, sőt gyarapszik az ember által átalakított területeken.

## Képek

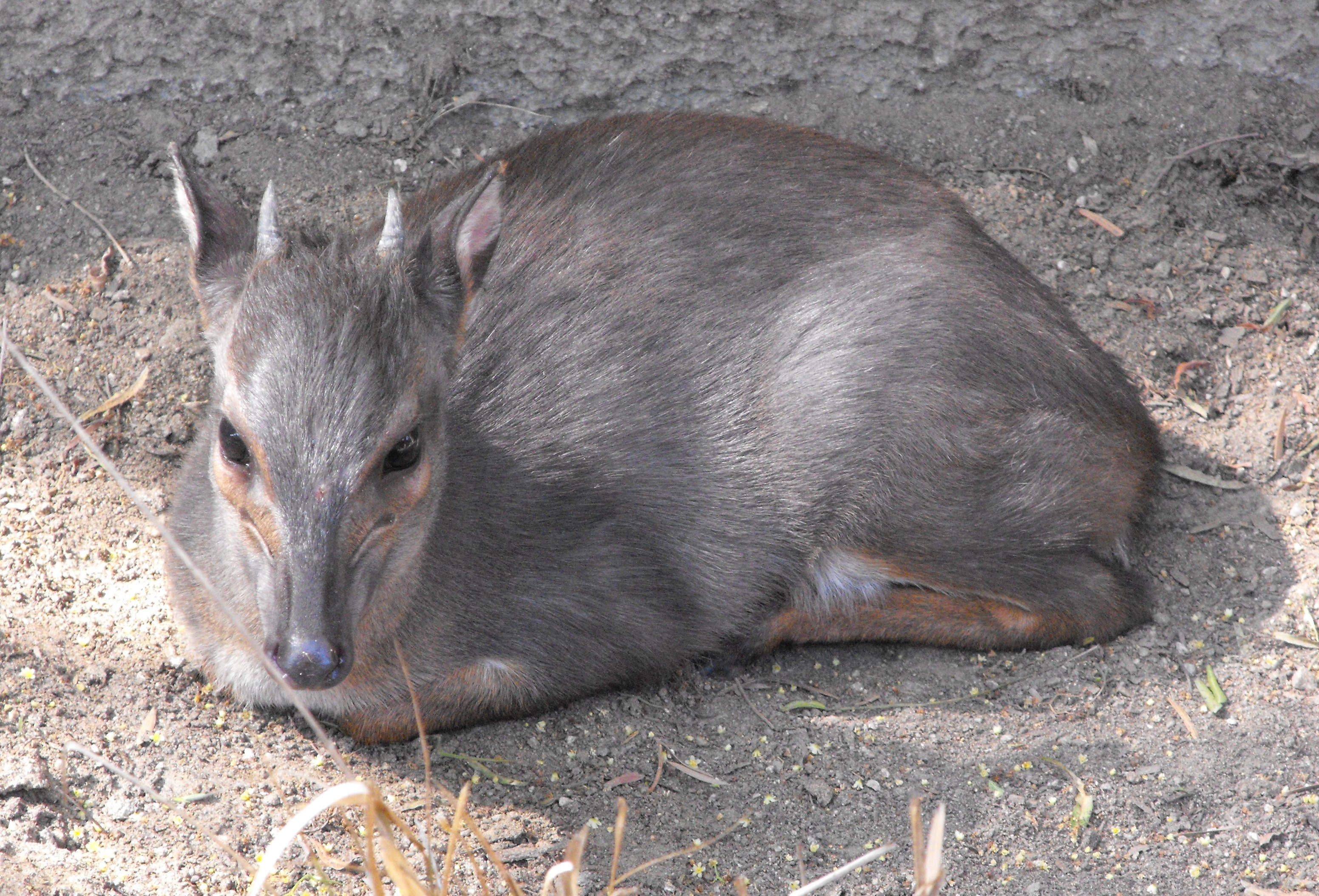
Kék bóbitásantilop a San Diegó-i Állatkertben
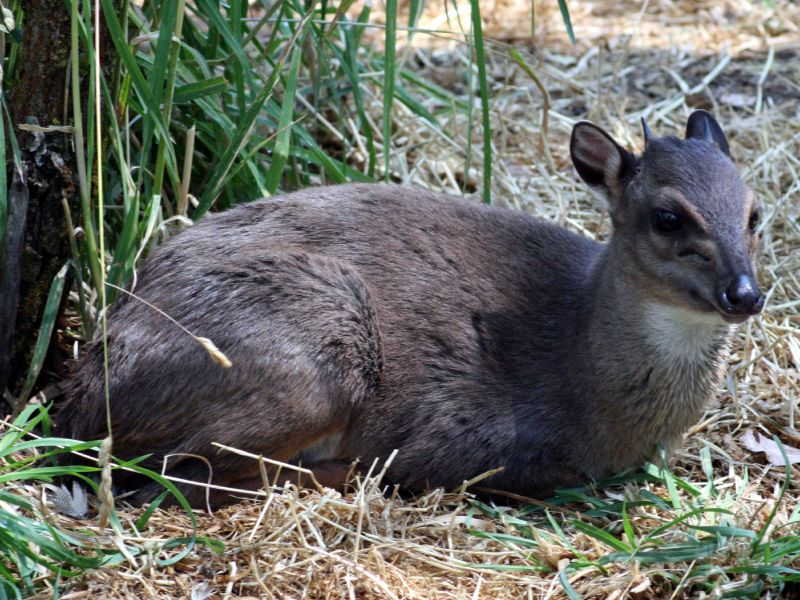